# Paralogismo

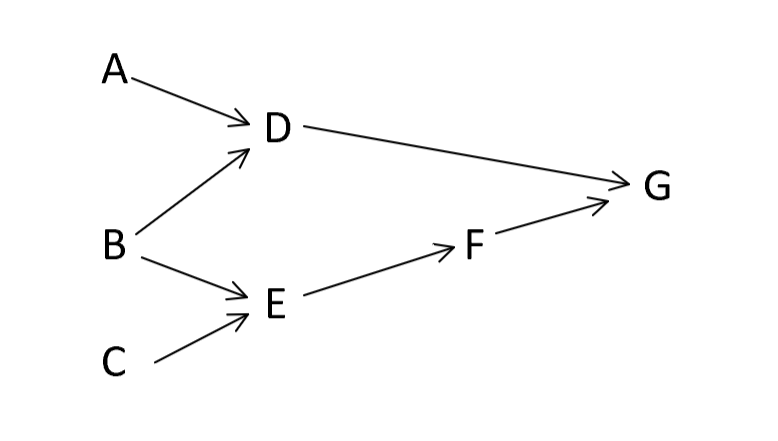
Ejemplo esquemático de un paralogismo.

Un paralogismo (del latín paralogismus) o paralogía es un argumento o razonamiento inválido, que se plantea sin una voluntad de engaño. Tiene la forma de un silogismo o más frecuentemente de un entimema. 
A diferencia de la otra clase de falacia que es el sofisma (un argumento falso o erróneo, pero aparentemente correcto), el paralogismo no depende de una confusión malintencionada en los términos, sino de un error de razonamiento.

## En Kant
Para el filósofo prusiano Immanuel Kant, el ser humano llega a paralogismos por su propia naturaleza humana. Estos paralogismos los denomina «paralogismos trascendentales». El principal de estos, tal como expone en la Crítica de la razón pura, es la confusión que se da al interpretar que de la existencia del «yo pienso» se deriva la existencia del alma.
Para Kant, a diferencia de las falacias u otros sofismas, los paralogismos no se deben a la voluntad humana, sino a la propia razón. De esta manera, los paralogismos de la razón pura son algo de lo cual nunca llegaremos a estar libres del todo.